# Clanga pomarina
El águila pomerana (Clanga pomarina) es una especie de ave accipitriforme de la familia Accipitridae, distribuida por tres continentes. Nidifica en Anatolia, el Cáucaso y Europa oriental e invernan en el África oriental y austral. No se conocen subespecies, aunque anteriormente se consideraba a Clanga hastata como subespecie suya.

## Referencias

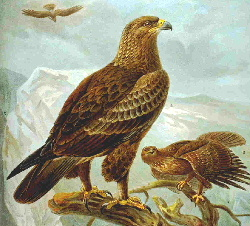

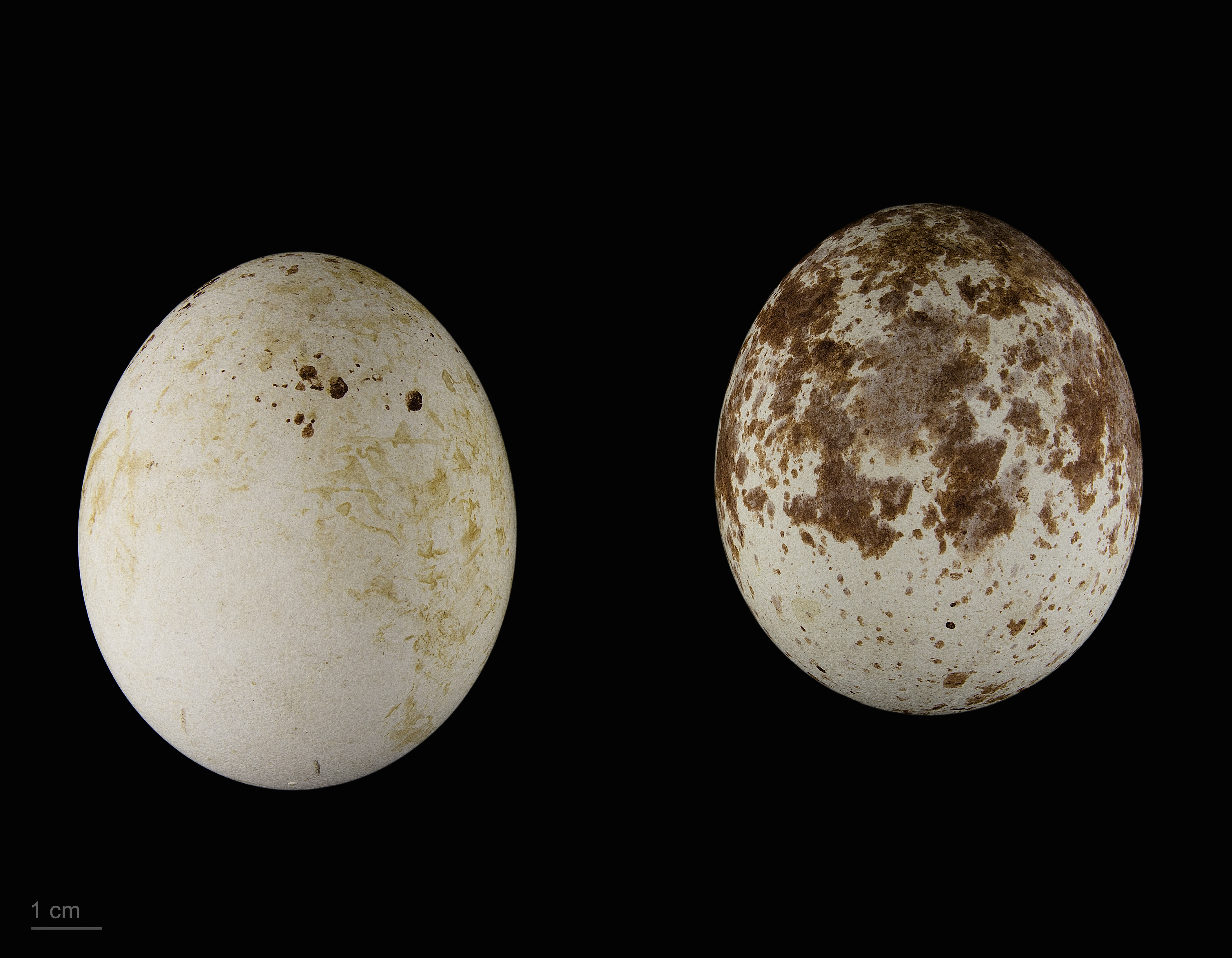
Clanga pomarina - MHNT